# Міріай
Міріай або Мер'єй (Classical Mandaic ࡌࡉࡓࡉࡀࡉ) була мандейською жінкою, згаданою в мандейських писаннях. Міріай є однією з найважливіших фігур Мандейської книги Івана, яка містить докладні історії та промови Міріай в розділах 34 і 35. Міріай жила у мандейському селі в Юдеї приблизно в першому столітті нашої ери. Відповідно до Мандейської книги Івана, вона була сучасницею Єлизавети, матері Івана Хрестителя.

## Життєпис
У мандейських писаннях, таких як Мандейська книга Івана, Міріаї критикує єврейську релігійну традицію, з якої вона походить, водночас звеличуючи чесноти мандеїзму. Вважається, що Міріай походить від «царів-священиків» Юдеї, і одним із її обов’язків було прибирання Єрусалимського храму. Через її навернення до Мандеїзму та пізнє повернення додому батько Міріаї засуджує її та називає повією. Зрештою, Міріай зображена як мандейська священиця і вчителька.
Мандейська книга Івана часто згадує Міріай разом з Енішбай (Єлизаветою), матір'ю Івана Хрестителя, як двох святих жінок, які жили в околицях Єрусалиму.

## В інших релігіях
Мандейське ім'я Міріай споріднене єврейському імені Міріам. Зрештою, Міріай може бути пов’язана з Марією, матір’ю Ісуса, але мандейська історія Міріай, очевидно, не пов’язана з жодними історіями в канонічних християнських євангеліях. Однак у позаканонічному Протоєвангелії Якова, яке залишалося важливим для православних християн і мало значний вплив на православну та католицьку маріологію, історія вражаюче схожа на історію Міріаї в Мандейській книзі Івана. Обидві є сучасницями Єлизавети та пов'язані з нею, обидві - молоді жінки, які походять із впливових юдейських сімей, і обидві, будучи молодими дівчинами, призначені служити у Другому Храмі. Далі в історії, обох звинувачують у подружній зраді, і вони захищаються перед священиками, при цьому обидві заперечують, що вчиняли перелюб з чоловіком. Крім того, в обох оповіданнях проводяться паралелі між птахами, з одного боку, та Міріай та Марією, з іншого.
За словами Чарльза Г. Хеберля, християни ототожнюють Міріай з Марією, матір’ю Ісуса. Мусульмани ототожнюють Міріай з Міріам, старшою сестрою Мойсея. Мандеї не ідентифікують ні Марію, ні Міріам як Міріай, наполягаючи на тому, що вона була іншою жінкою з тим самим ім'ям. Деякі ототожнюють Міріам з Марією Магдалиною.

## Дивіться також
- Ісус в мандеїзмі